# محمدحسین حقیقی
محمّدحسین حقیقی (زادهٔ ۱۳۳۹) نویسنده، کارگردان و تهیه‌کنندهٔ سینما، اهل ایران است. او در سال ۱۳۷۵، برای فیلم براده‌های خورشید، سیمرغ بلورین و جایزه ویژه هیئت داورانِ فیلم دوم را از پانزدهمین دوره جشنواره فیلم فجر کسب نمود.

## زندگی هنری
محمّدحسین حقیقی به سالِ ۱۳۳۹ در بیرجند متولّد شد. سالِ ۱۳۵۴ دوره‌های فیلم‌سازی را در کانون پرورش فکری کودکان و نوجوانانِ مشهد آغاز کرد و تحصیلات دانشگاهی خود را در دانشگاه پلی تکنیک تهران، در رشتهٔ مهندسی پتروشیمی به پایان برد. وی در سال ۱۳۶۹، نخستین فیلم سینمایی خود را با عنوان راز خنجر کارگردانی کرد. او همچنین با صدا و سیما به همکاری پرداخت و به مسئولیت‌هایی نظیر: مدیریت واحد جنگ سیما، مدیریت سیمای عربی، مشاور فرهنگی معاونت برون مرزی تلویزیون، رسید. از دیگر مسئولیت‌های او می‌توان به این موارد اشاره نمود: مدیریت کل تولید و پشتیبانی معاونت سینمایی، ریاست مرکز گسترش سینمای تجربی و نیمه حرفه‌ای، رئیس مرکز گسترش آموزش و توسعهٔ نیروی انسانی معاونت سینمایی، مدیر عاملی بنیاد سینمایی فارابی، عضویت در نخستین شورای اسلامی شهر تهران و ریاست کمیسیون فرهنگی اجتماعی شورای شهر تهران.

## آثار

#### کارگردانی سینما
- سمفونی صحرا[۵]
- سفر به فردا (۱۳۸۰)[۲]
- براده‌های خورشید (۱۳۷۴)[۲]
- ماه و خورشید (۱۳۷۴)[۲]
- راز خنجر (۱۳۶۹)[۲]

#### فیلم ویدئویی
- روز چهاردهم[۵]
- آزاده[۵]
- نفر سوم[۵]
- آخرین سرقت[۶]
- جنگ در بهشت[۵]
- زائر حسین[۵]
- اگر باران ببارد[۵]
- سرگشته[۷]

### نویسندگی
- پدر پسری (مجموعهٔ تلویزیونی) (۱۳۹۹)[۳]
- کتونی زرنگی (مجموعهٔ تلویزیونی) (۱۳۹۸)[۳]
- سفر به فردا (۱۳۸۰)
- براده‌های خورشید (۱۳۷۴)
- ماه و خورشید (۱۳۷۴)
- راز خنجر (۱۳۶۹)

### تهیه‌کنندگی
- سفر به هیدالو (۱۳۸۴)[۲]
- بهشت جای دیگری است (۱۳۸۱)[۲]
- گودال (۱۳۶۵)[۸]
- زخمه (۱۳۶۲)[۸]

#### مجری طرح
- ترنج (۱۳۹۱)[۲]
- هیوا (۱۳۷۷)[۲]

## جوایز
- سیمرغ بلورین و جایزه ویژه هیئت داورانِ فیلم دوم، از پانزدهمین دوره جشنواره فیلم فجر برای فیلم براده‌های خورشید[۸]
- کاندید سیمرغ بلورین بهترین فیلم اول از یازدهمین دوره جشنواره فیلم فجر برای فبلم راز خنجر[۸]